# 田中義一內閣
田中內閣（日语：／*/?）是日本貴族院議員、立憲政友會總裁田中義一就任第26任內閣總理大臣（首相）後，自1927年（昭和2年）4月20日至1929年（昭和4年）7月2日組成的內閣。

## 内阁成员和人事事务

### 国务大臣
1927 年 4 月 20 日任命 。在任 805 天。
| 職名 | 代               | 氏名             | 氏名             | 出身等                              | 特命事項等                        | 備考                                          |
| --- | ---------------- | ---------------- | ---------------- | ----------------------------------- | --------------------------------- | --------------------------------------------- |
| 内閣総理大臣 | 26               | 田中義一         |                  | 貴族院 立憲政友会 退役陸軍大将 男爵 | 外務、内務、拓務大臣兼任          | 立憲政友会総裁                                |
| 外務大臣 | 39               | 田中義一         |                  | 貴族院 立憲政友会 退役陸軍大将 男爵 | 内閣総理大臣、内務、拓務大臣兼任  | 立憲政友会総裁                                |
| 内務大臣 | 38               | 鈴木喜三郎       |                  | 貴族院 立憲政友会                   |                                   | 1928年5月4日免                                |
| 内務大臣 | 39               | 田中義一         |                  | 貴族院 立憲政友会 退役陸軍大将 男爵 | 内閣総理大臣、 外務、拓務大臣兼任 | 1928年5月4日兼1928年5月23日免兼立憲政友会総裁 |
| 内務大臣 | 40               | 望月圭介         |                  | 衆議院 立憲政友会                   |                                   | 1928年5月23日任                               |
| 大蔵大臣 | 28               | 高橋是清         |                  | 衆議院 立憲政友会                   |                                   | 1927年6月2日免                                |
| 大蔵大臣 | 29               | 三土忠造         |                  | 衆議院 立憲政友会                   |                                   | 転任 1927年6月2日任                           |
| 陸軍大臣 | 18               | 白川義則         |                  | 陸軍大将                            |                                   | 初入閣                                        |
| 海軍大臣 | 12               | 岡田啓介         |                  | 海軍大将                            |                                   | 初入閣                                        |
| 司法大臣 | 31               | 原嘉道           |                  | 民間                                |                                   | 初入閣                                        |
| 文部大臣 | 35               | 三土忠造         |                  | 衆議院 立憲政友会                   |                                   | 初入閣 1927年6月2日免                         |
| 文部大臣 | 36               | 水野錬太郎       |                  | 貴族院 立憲政友会                   |                                   | 1927年6月2日任1928年5月25日免                 |
| 文部大臣 | 37               | 勝田主計         |                  | 貴族院 無所属 （研究会）            |                                   | 1928年5月25日任                               |
| 農林大臣 | 5                | 山本悌二郎       |                  | 衆議院 立憲政友会                   |                                   | 初入閣                                        |
| 商工大臣 | 5                | 中橋徳五郎       |                  | 衆議院 立憲政友会                   |                                   |                                               |
| 逓信大臣 | 31               | 望月圭介         |                  | 衆議院 立憲政友会                   |                                   | 初入閣 1928年5月23日免                        |
| 逓信大臣 | 32               | 久原房之助       |                  | 衆議院 立憲政友会                   |                                   | 初入閣 1928年5月23日任                        |
| 鉄道大臣 | 7                | 小川平吉         |                  | 衆議院 立憲政友会                   |                                   |                                               |
| 拓務大臣 | （拓務省未設置） | （拓務省未設置） | （拓務省未設置） | （拓務省未設置）                    | （拓務省未設置）                  | 1929年6月10日設置                             |
| 拓務大臣 | 1                | 田中義一         |                  | 貴族院 立憲政友会 退役陸軍大将 男爵 | 内閣総理大臣、 外務、内務大臣兼任 | 1929年6月10日兼 立憲政友会総裁                |
| 1. 有辭令的留任記載爲個別代，沒有辭令的留任則不記載。 2. 臨時代理只記載大臣空位的情況，不記載海外出差等臨時不在代理。 3. 代數不計算臨時兼任、臨時代理，兼任、兼職數 |                  |                  |                  |                                     |                                   |                                               |

### 内阁官房长官/法制局局长
1927 年 4 月 20 日任命 。
| 职称 | 代 | 全名     | 全名 | 出生地等          | 特殊订单等 | 评论 |
| --- | -- | -------- | ---- | ----------------- | ---------- | ---- |
| 内阁官房长官 | 28 | 鸠山一郎 |      | 衆議院 立憲政友会 |            |      |
| 立法局局长 | 25 | 前田米藏 |      | 衆議院 立憲政友会 |            |      |
| 1. 有聘书的留岗记为个人会员，无聘书的留岗不得录入。 2. 临时代表只有在部长职位空缺时才能进入。 3. 代数不计算临时并发和临时替代，但计算并发和并发。 |    |          |      |                   |            |      |

| 职称             | 全名       | 出生地等          | 评论                         |
| ---------------- | ---------- | ----------------- | ---------------------------- |
| 外交部政务次官   | 森恪       | 众议院/立宪政友会 | 1929 年 4 月 27 日           |
| 外交部政务次官   | （空缺）   | （空缺）          | 从 1929 年 4 月 27 日起      |
| 内政政务次长     | 武藤锦吉   | 众议院/立宪政友会 | 死于 1928 年 4 月 23 日 懸缺 |
| 内政政务次长     | （空缺）   | （空缺）          | 直到 1928 年 5 月 29 日      |
| 内政政务次长     | 秋田清志   | 众议院/立宪政友会 | 1928 年 5 月 29 日           |
| 议会财政部副部长 | 大口喜六   | 众议院/立宪政友会 |                              |
| 陆军政务次长     | 竹内友次郎 | 众议院/立宪政友会 |                              |
| 海军副部长       | 内田真也   | 众议院/立宪政友会 |                              |
| 司法部副部长     | 滨田国松   | 众议院/立宪政友会 |                              |
| 议会教育部副部长 | 山崎达之介 | 众议院/立宪政友会 | 1929年4月30日免              |
| 议会教育部副部长 | （空缺）   | （空缺）          | 从 1929 年 4 月 30 日起      |
| 农林政务次官     | 东武       | 众议院/立宪政友会 |                              |
| 商工部政务次官   | 吉植正一郎 | 众议院/立宪政友会 |                              |
| 议会通讯部副部长 | 秋田清志   | 众议院/立宪政友会 | 1928 年 5 月 29 日           |
| 议会通讯部副部长 | 广冈宇一郎 | 众议院/立宪政友会 | 1928 年 5 月 29 日           |
| 铁道部议会副部长 | 上野康太郎 | 众议院/立宪政友会 |                              |

### 顾问
1927 年 4 月 22 日任命 。
| 職名       | 氏名         | 出身等             | 備考                  |
| ---------- | ------------ | ------------------ | --------------------- |
| 外務参与官 | 植原悦二郎   | 衆議院／立憲政友会 | 1929年4月19日免       |
| 外務参与官 | （欠員）     | （欠員）           | 1929年4月19日から     |
| 内務参与官 | 加藤久米四郎 | 衆議院／立憲政友会 |                       |
| 大蔵参与官 | 山口義一     | 衆議院／立憲政友会 |                       |
| 陸軍参与官 | 高草美代蔵   | 衆議院／立憲政友会 | 1928年3月9日免        |
| 陸軍参与官 | 八田宗吉     | 衆議院／立憲政友会 | 1928年3月9日任        |
| 海軍参与官 | 松本君平     | 衆議院／立憲政友会 |                       |
| 司法参与官 | 黒住成章     | 衆議院／立憲政友会 | 1928年7月17日死亡欠缺 |
| 司法参与官 | （欠員）     | （欠員）           | 1928年7月24日まで     |
| 司法参与官 | 磯部尚       | 衆議院／立憲政友会 | 1928年7月24日任       |
| 文部参与官 | 安藤正純     | 衆議院／立憲政友会 | 1929年4月27日免       |
| 文部参与官 | （欠員）     | （欠員）           | 1929年4月27日から     |
| 農林参与官 | 砂田重政     | 衆議院／立憲政友会 |                       |
| 商工参与官 | 牧野良三     | 衆議院／立憲政友会 |                       |
| 逓信参与官 | 向井倭雄     | 衆議院／立憲政友会 |                       |
| 鉄道参与官 | 志賀和多利   | 衆議院／立憲政友会 |                       |

## 内阁變動

首相田中义一和官僚们。前排右起第三位是高桥是清。

因昭和金融恐慌而陷入困境的第一屆若槻內閣雖然根據緊急敕令試圖擺脫事態，但在對幣原外交產生反感的樞密院平沼駿一郎和伊東巳代治的策動中被否決而倒臺。元老西園寺公望和內大臣牧野伸顯一起從憲政的常道觀點出發，推舉立憲政友會總裁田中義一爲接班人，陸軍出身的田中，甚至期待廢除幣原外交路線的反西園寺派平沼、伊東也搭上了順風車。因金融恐慌而動盪不安的貴族院也出現了「田中期待論」的動向。
接到大命降下的田中按照平沼的意願，內務大臣由鈴木喜三郎擔任，司法大臣由原嘉道擔任，外務大臣當初預定由井上準之助或本多熊太郎擔任，但未能達成協議，最終由田中自己兼任，政務次官由森恪擔任。前首相高橋是清（前政友會總裁、前藏相、日本銀行總裁）以解決金融恐慌爲條件加入大藏大臣（後來被高橋親信三土忠造替換），而且在事務官員方面，山岡萬之助留任內務省警保局長，山岡萬之助留任外務省事務次官，最初留任前內閣出淵勝次，後來被吉田茂替換。這給後來帶來了很大的影響。
該內閣採取的代表性政策是，爲解決金融恐慌，日本銀行向商業銀行緊急提供貸款，而當時爲了滿足需求，緊急發行了只印刷一面的新紙幣。（高橋是清的主張）
接着，由山岡局長鈴木內相主導，爲應對預定的首次普通選舉（第16屆衆議院議員總選），府縣知事進行了大規模人事調動，對政友會持批判態度的知事進行了休職、免職（這在立憲民政黨執政時也是作爲報復進行的，被稱爲「黨弊」，導致地方政治停滯，後來成爲革新官僚的崛起和得到國民支持的遠因）。另外，還設置了全府縣特別高等警察和思想檢查員和思想憲兵，文部省對各大學高中的思想進行善導，最高刑罰被處以死刑的治安维持法等這是源於田中、鈴木、原是政黨內閣，但對大正民主主義持批判態度的人佔據了治安關係（田中是前陸軍大將，鈴木是活躍在社會運動鎮壓中的檢察總長，原是和鈴木一起是國本社會員）的矛盾的政策。接着鈴木在第16屆衆議院議員總選中進行了大規模的選舉干涉。這引起了國民、在野黨以及貴族院、政友會內的資深幹部（大正民主主義的推進勢力）的反感，鈴木下臺了（但是繼承了田中建立的黨內派系，把妻子的弟弟鳩山一郎拉到一邊的鈴木後來成爲總裁）。
而且，作爲外交政策的主導人，他放棄了以穩健的中國政策和國際互助爲基調的「幣原外交」，隔着東方會議先後三次出兵山東。事實上，在滿洲、蒙古、中國確保日本利權的路線與以往的政友會內閣和民政黨內閣的「幣原外交」基本上沒有區別。只是公然利用軍事力量介入的是田中及其智囊森政務次官（陸軍大臣白川義則等陸軍首腦也對「幣原外交」持批判態度，但對軍事活動也持慎重態度）。但是，第二次出兵時發生了濟南事件，雖然進行了計劃之外的第三次出兵，但成果仍然沒有提高，而且國際性的批評也越來越高，田中擔心與美國、英國發生軍事衝突，推遲了軍部要求的關東軍的投入，軍隊內部對此半心半意的調情的不滿情緒高漲，既然出兵了，那麼後來由希望貫徹確立滿洲對日本的統治目的的年輕軍官引起滿洲某重大事件。並且，持有同樣不滿的森和田中的對立更加激化，田中爲了平息這種矛盾，任命田中·森雙方關係都十分親密的吉田茂爲事務次官（吉田當時作爲奉天總領事對滿洲非常瞭解，雖然是親英美，但處於支持田中外交的立場。另外，吉田的岳父牧野伸顯內大臣曾經推舉田中爲接班首相，這一點也很大）。
接着,爲了應對恐慌,採取了「產業立國」路線。這也是犬養毅創新俱樂部與田中政友會聯合的條件，但犬養主張應該進行裁軍，將多餘的經費用於國內投資，與此相對，田中則想通過積極的財政和隨着中國大陸勢力的擴大而擴大市場和移民大陸來實現。另外，在國內投資方面，雖然是資深幹部，但一直支持修改《治安維持法》和田中外交的鐵道大臣小川平吉所管轄的鐵道領域等的投資非常積極，後來發生了以小川爲被告的5私鐵嫌疑監獄。
但是因爲干涉選舉問題引起了國民和貴族院的反感，再加上因鈴木的更替而丟臉的以平沼爲中心的樞密院變成了反對派。另外，圍繞鈴木更替時進行的內閣改組，發生了水野文相優待問題，被貴族院指責爲「天皇的政治利用」，山東出兵失敗也受到了田中出身的陸軍的反駁（特別是連作爲田中接班人而得到信任的前陸相宇垣一成也向民政黨的倒閣表示支持），並指出要阻止的是滿洲某重大事件的發生。這是關東軍炸死奉天軍閥張作霖，田中得知此事後，對處分猶豫不決。得知這一消息的昭和天皇憤怒地說：「田中義一到底在搞什麼，我懶得再跟他溝通。」田中後來聽到這句話後內閣全體辭職了。
田中內閣雖然是政黨內閣，但隨着非黨員佔據要職，不僅鎮壓左翼勢力，還制定了鎮壓自由主義者、和平主義者的法制，阻礙了民主解決社會問題的方案，這被認爲是導致政黨本身沒落的原因之一。另外，軍部和官員的不滿情緒高漲，並敦促他們實現革新官僚化，從這一點看，這是一個很大的轉折點。吉野作造譴責說，不理解政黨政治的軍人出身人士擔任總理和總裁、通過干涉選舉強行形成多數派、對政黨內閣持否定態度的軍部、樞密院、貴族院等進行內閣改組時，對田中內閣長期站在執政黨的立場上，使田中內閣的政策不再存在，這是「最糟糕的內閣」（《現代政局展望》）。

## 脚注

### 注解
1. ↑  逓信相から内相へ横滑り人事。
2. ↑  金融恐慌の鎮静化のため、蔵相辞任。
3. ↑  文相から蔵相へ横滑り人事。
4. ↑  農商務省出身。弁護士。
5. ↑  文相から蔵相へ横滑り人事。
6. ↑  優諚問題により引責辞任。
7. ↑  逓信相から内相へ横滑り人事。
8. ↑  逓信政務次官から内務政務次官へ横滑り。

### 來源
1. 1 2  『官報』号外「叙任及辞令」、昭和2年4月20日
2. ↑  『官報』号外「叙任及辞令」、昭和3年5月4日
3. ↑  『官報』号外「叙任及辞令」、昭和3年5月4日
4. ↑  『官報』号外「叙任及辞令」、昭和3年5月23日
5. ↑  『官報』号外「叙任及辞令」、昭和3年5月23日
6. ↑  『官報』号外「叙任及辞令」、昭和2年6月2日
7. ↑  『官報』号外「叙任及辞令」、昭和2年6月2日
8. ↑  『官報』号外「叙任及辞令」、昭和2年6月2日
9. ↑  『官報』号外「叙任及辞令」、昭和2年6月2日
10. ↑  『官報』号外「叙任及辞令」、昭和3年5月25日
11. ↑  『官報』号外「叙任及辞令」、昭和3年5月25日
12. ↑  『官報』号外「叙任及辞令」、昭和3年5月23日
13. ↑  『官報』号外「叙任及辞令」、昭和3年5月23日
14. ↑  『官報』号外「叙任」、昭和4年6月10日
15. ↑  『官報』第396号「帝國議会」、昭和3年4月26日
16. 1 2 3  『官報』第425号「叙任及辞令」、昭和3年5月30日
17. ↑  『官報』第93号「叙任及辞令」、昭和2年4月23日
18. 1 2  『官報』第358号、昭和3年3月10日。
19. ↑  『衆議院議員略歴 第1回乃至第19回』261頁（国立国会図書館デジタルコレクション）。2018年5月17日閲覧。
20. ↑  『官報』第473号「叙任及辞令」、昭和3年7月25日